# Икамиут
Икамиут (гренл. Ikamiut) — поселение на западе Гренландии, в коммуне Каасуитсуп. Расположено на небольшом острове в архипелаге Аасиаат, у южного побережья залива Диско, примерно в 36 км к юго-западу от города Касигианнгуит.

## История
С 1 января 2009 года Икамиут после административной реформы перешёл из муниципалитета Касигианнгуит в подчинение коммуне Каасуитсуп.

## Транспорт
Летом и осенью, когда воды залива навигабельны, поселение связано паромными переправами с городами Касигианнгуит, Аасиаат и Акуннаак. Зимой и весной имеется вертолётное сообщение с аэропортом Аасиаат и вертодромом Касигианнгуит. Вертолётное сообщение осуществляется компанией Air Greenland как часть государственного контракта.

## Демография
Население поселения по данным на 2010 год составляет 96 человек.